# 吉利几何
吉利几何（英語：或），是中国汽车公司吉利于2019年4月推出的电动汽车品牌，2024年10月整合至吉利银河。

## 历史

几何汽车初期logo

2019年4月11日，吉利在新加坡发布几何汽车，主打中高端家用纯电动车市场，作为吉利尝试新能源的探索。但该品牌销量表现平平，未能打开市场，随后推出多款中低端产品；吉利随后亦相继成立定位高端的极氪品牌和中高端的银河品牌。
2023年3月1日，几何汽车旗下车型不再以独立品牌名义宣传，并更名为吉利几何，作为吉利的入门级电动产品系列。
2024年9月，吉利控股集团发布《台州宣言》，明确将进一步明晰各品牌定位，减少利益冲突与重复投资，提升集团运营效率。次月，吉利几何并入吉利银河品牌，原几何品牌车型与新发布的吉利星愿成为吉利银河的“B网”系列，主打“智能精品小型车”。

## 产品
吉利几何旗下產品有：
- 几何A（英语：Geometry A）：基于吉利帝豪GL（英语：Geely Emgrand GL）开发的电动轿车
- 几何C（英语：Geometry C）：基于吉利帝豪GS（英语：Geely Emgrand GS）开发的电动跨界车
- 几何E（英语：Geometry E）：紧凑型电动跨界车
- 几何EX3（英语：Geometry EX3）：基于吉利远景X3（英语：Geely Yuanjing X3）开发的电动跨界车
- 几何熊猫（英语：Geometry Panda）：电动微型车

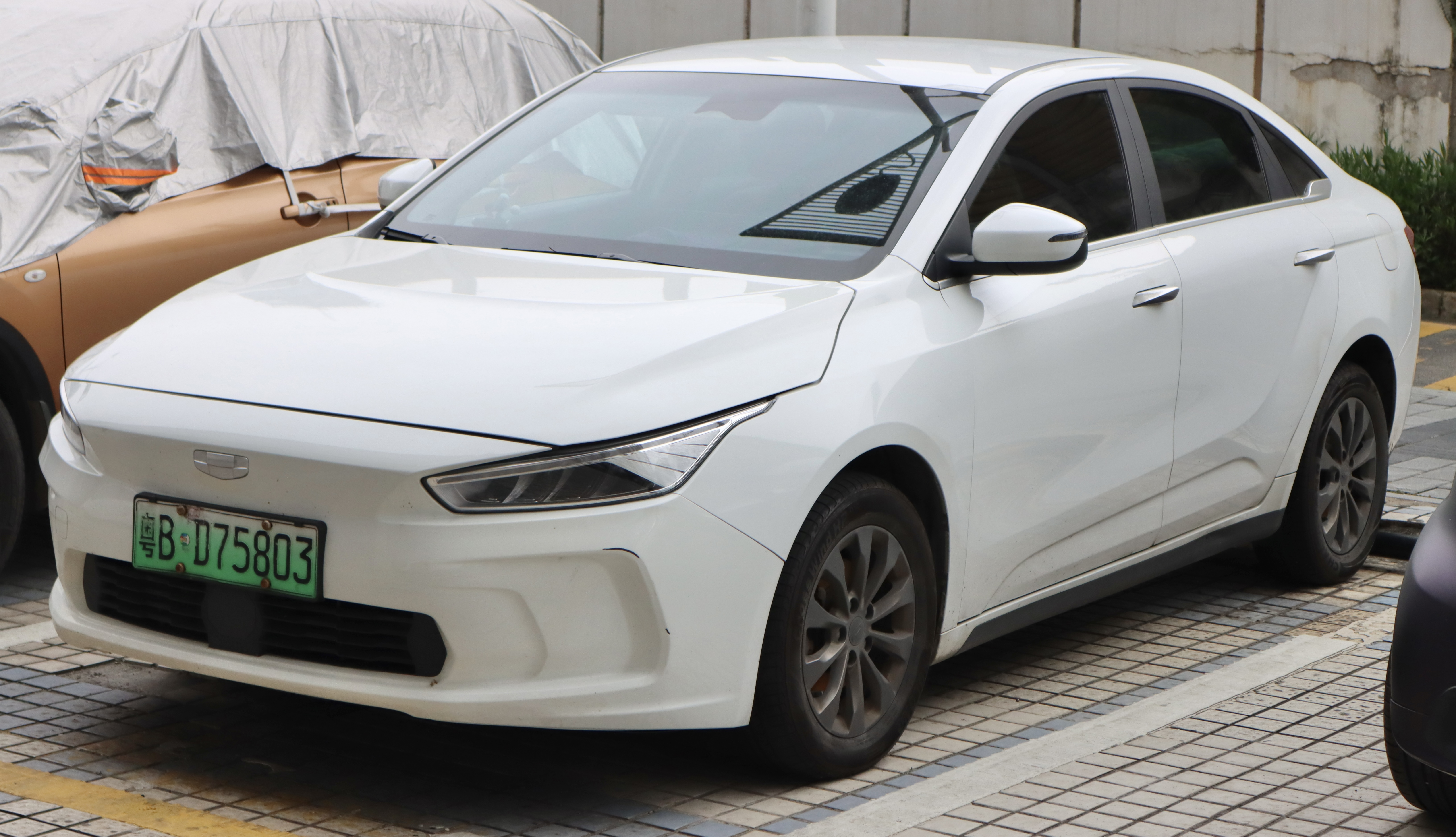
几何A
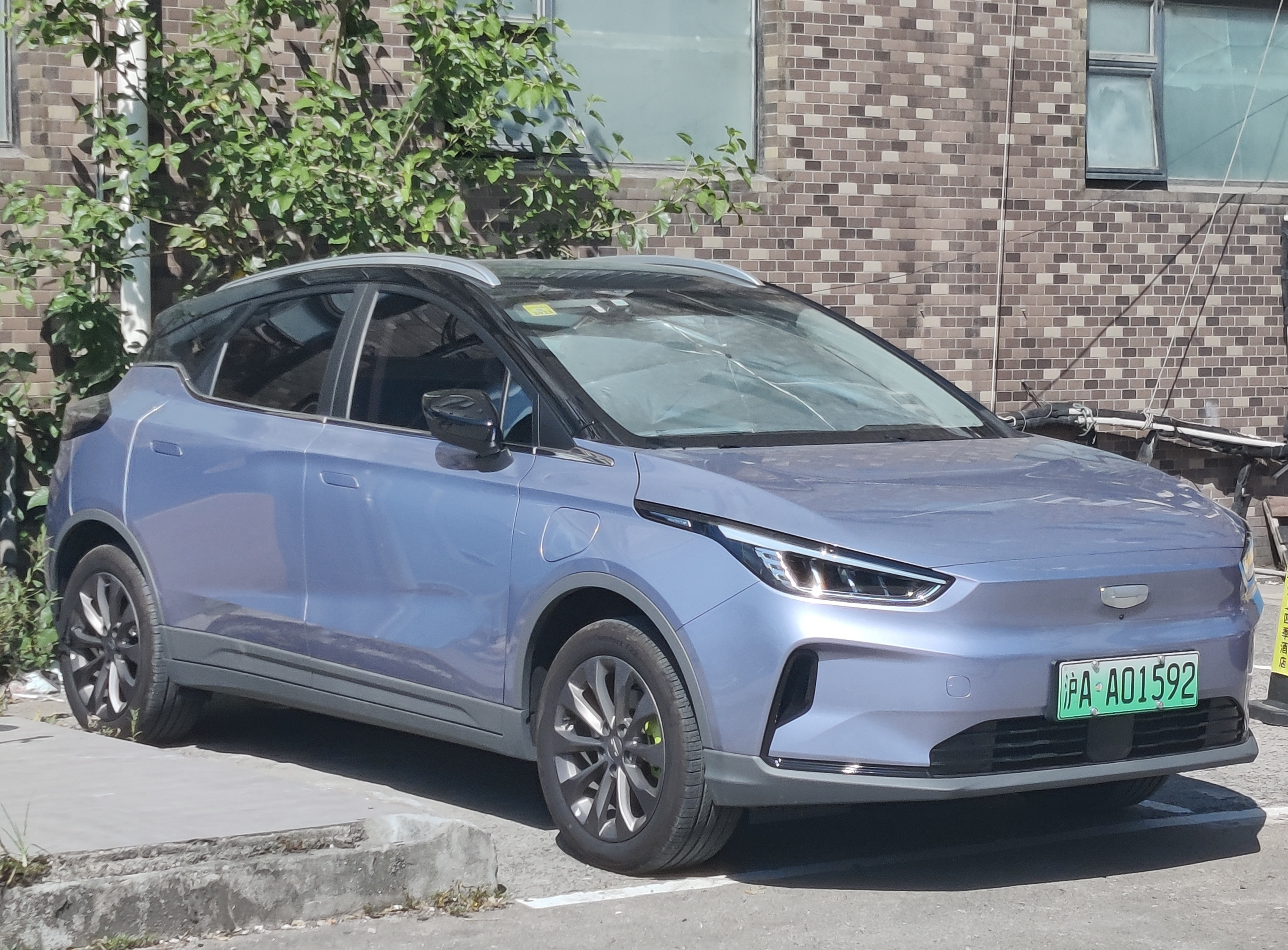
几何C
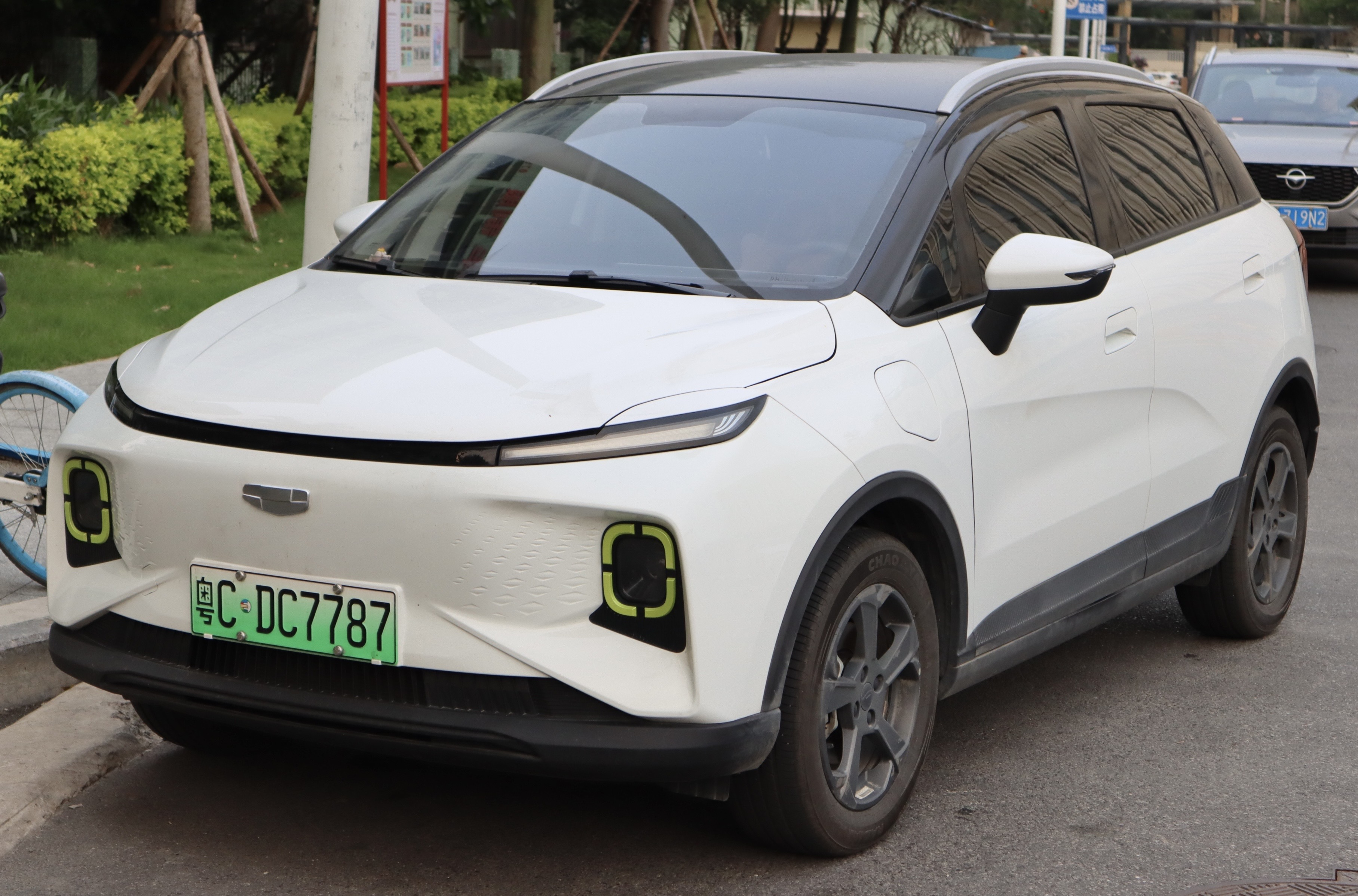
几何E
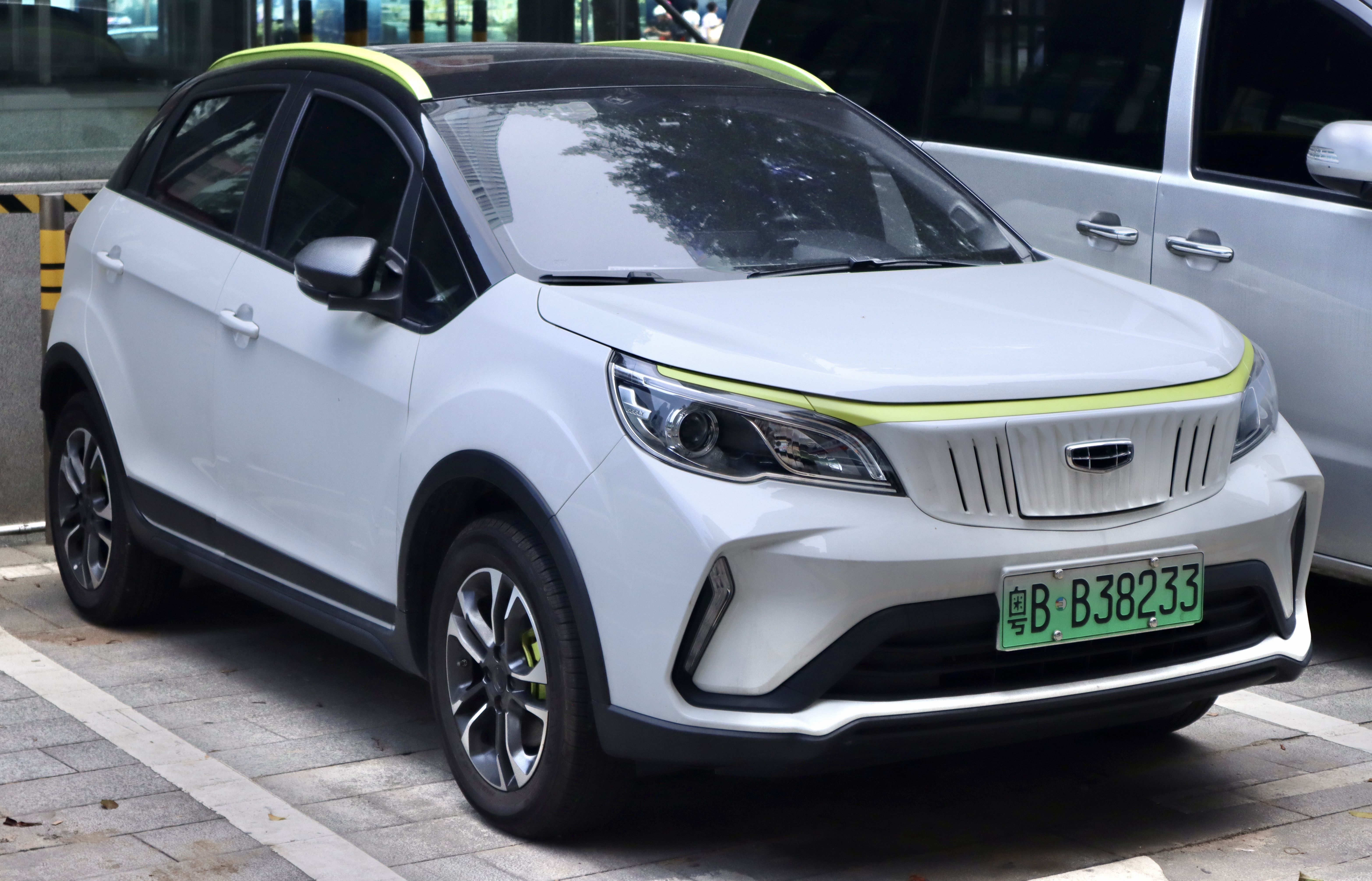
几何EX3
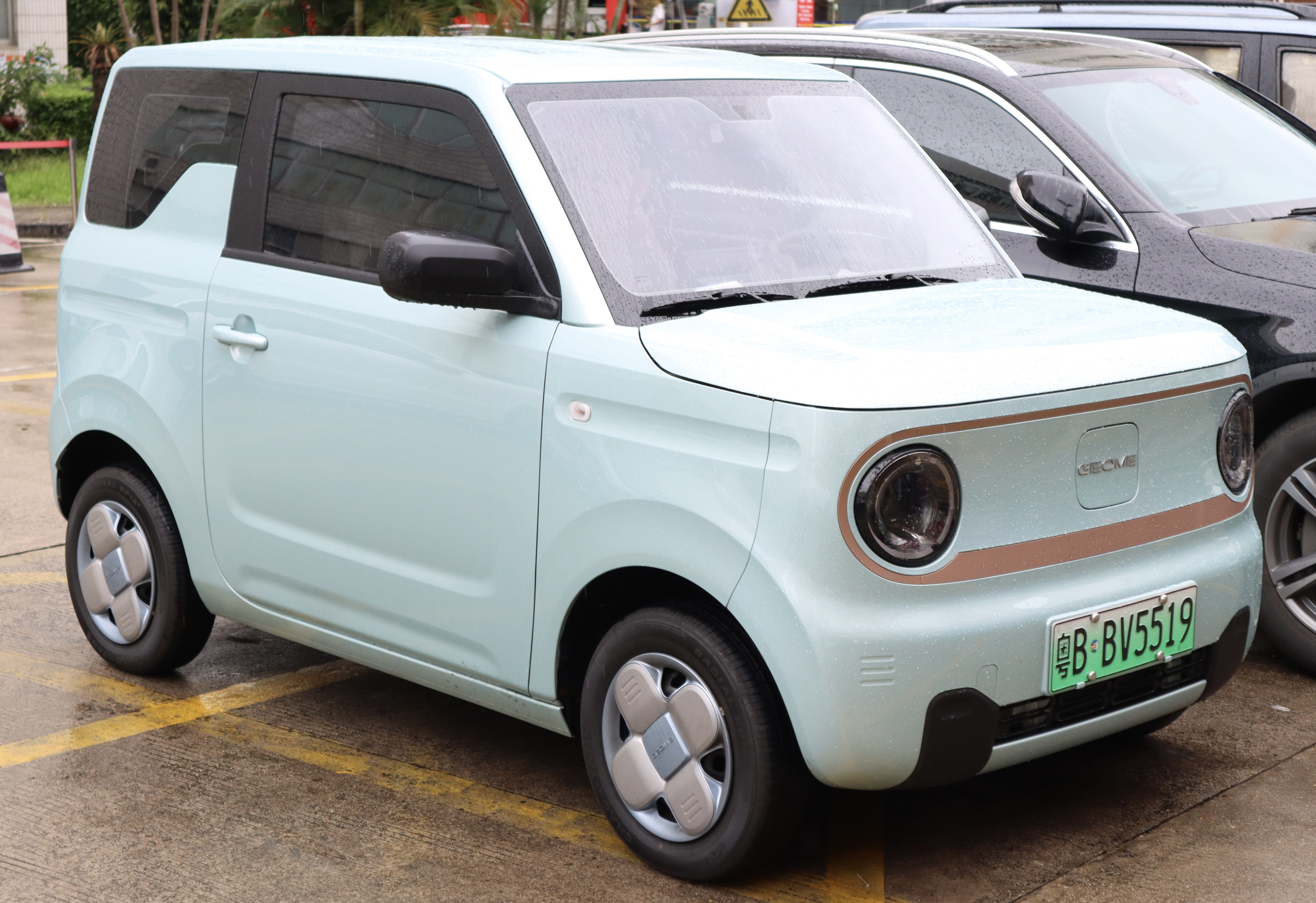
几何熊猫